# Mycale japonica
Mycale japonica är en svampdjursart som beskrevs av Koltun 1959. Mycale japonica ingår i släktet Mycale och familjen Mycalidae. Inga underarter finns listade i Catalogue of Life.